# Берроу, Джеймс
Сэр Джеймс Берроу (англ. James Burrow; 28 ноября 1701 — 5 ноября 1782 года в замке Старборо, Лингфилд, графство Суррей) был юридическим репортером в Иннер-Темпле, Лондон, а также вице-президентом и дважды кратковременно президентом Королевского общества. Он был посвящен в рыцари в 1773 году.
Он был избран членом Королевского общества 7 апреля 1737 года, как «джентльмен, хорошо разбирающийся в естественных и математических знаниях». Он был членом совета Королевского общества с 1752 по 1782 год, сначала вице-президентом с 1752 года, а затем членом Совета. Он дважды ненадолго занимал пост президента Королевского общества — с октября по ноябрь 1768 года после смерти графа Мортона и с июля по ноябрь 1772 года после смерти Джеймса Уэста.
В качестве вице-президента он участвовал в деятельности Общества по организации наблюдения за прохождением Венеры в 1761 году, подписав статьи Соглашения между Советом Королевского общества и мистером Чарльзом Мейсоном и мистером Джереми Диксоном для их экспедиции в Бенкулен на острове Суматра.
Будучи юридическим репортером, он писал и публиковал отчеты о решениях важных дел английской правовой системы. В то время четыре репортера были официально назначены королем, чтобы «взять на себя обязательство писать и действительно произносить слова, произносимые, а также решения и доводы, приводимые в связи с этим» в судах Вестминстера.